# Tigmomorfogeneza
Tigmomorfogeneza (grško tigma - dotik) je pojav, ko rastlina spremeni vzorec rasti v odziv na mehanske dražljaje. Odziv je nespecifičen, sistemski in dolgoročen, za razliko od hitrega premikanja listov, po katerem so znane denimo mesojede rastline in sramežljiva mimoza.
Rastline, ki so v obdobju razvoja izpostavljene pogostim mehanskim motnjam, imajo v splošnem nižjo rast, so bolj košate in z večjim razmerjem med podzemnimi ter nadzemnimi deli. To je v njihovem okolju prednost, saj so odpornejše na lomljenje in ruvanje. Spremenjene so tudi na anatomski ravni: pri lesnatih rastlinah pride do intenzivnejše lignifikacije, zeli pa imajo povečan delež podpornega tkiva kolenhima. Zaradi zaviranja rasti listov je manjša stopnja fotosinteze in transpiracije, kar se odraža v zmanjšanju biomase, zapoznelem tvorjenju spolnih organov in semen ter pospešenem procesu staranja.
Izraz tigmomorfogeneza je leta 1973 skoval ameriški rastlinski fiziolog Mark Jaffe, pojav pa je bil znan že dolgo pred tem za drevesa, ki rastejo izpostavljena močnemu vetru v visokogorju (t. i. Krumholz, slovensko viharnik). Veter premika veje in liste ter jih drgne in buta med seboj, kar sproži tigmomorfogenetske spremembe. Tik pod gozdno mejo se tako pojavi značilen pas pritlikavih dreves. Podobne spremembe so opazne pri rastlinah na oceanskih obalah, pa tudi v deževnih gozdovih, kjer so sprožilec dežne kaplje namesto vetra, in celo posamič pri drevesih, ob katera se pogosto drgnejo večje živali.
Mehanizem sistemskega odziva na mehanske dražljaje še ni povsem pojasnjen, najverjetneje pa gre za celično signaliziranje s kalcijem v kombinaciji z reaktivnimi kisikovimi spojinami, ki sprožijo intenzivno prepisovanje genov na lokaciji dražljaja. Na sistemski ravni se sčasoma spremeni razmerje rastlinskih hormonov, to pa vpliva na vzorec rasti. Spreminjanje koncentracije znotrajceličnega kalcija je merljivo praktično takoj po dotiku, z dovolj natančnimi merilnimi pripravami pa je mogoče zaznati tudi zaustavitev rasti mladih poganjkov v roku ene minute, ki traja deset minut ali več.